# کوربست
کوربست (به انگلیسی: Corbet) یک روستا در بریتانیا است که در Banbridge واقع شده‌است. کوربست ۱۰۷ نفر جمعیت دارد.